# Cainieten
De Cainieten waren een door een aantal kerkvaders veronderstelde gnostische groepering. Zij werden door Clemens van Alexandrië (overleden 215), Hippolytus (170-235) en Origenes (ca. 185 – 253/254) geassocieerd met de sekte van de Ophieten.  De naam van de laatste sekte  is ontleend aan de veronderstelling dat zij de slang (Grieks ophis) in het paradijs zouden vereren als brenger van gnosis. Tertullianus (ca. 160 - ca. 230)  schreef ook over "een vrouwelijke adder van de ketterij van de Cainieten die orthodoxe christenen zou trachten te bekeren". 
Pseudo-Tertullianus (na ca. 230) is de eerste die expliciet een aantal leerstellingen van de Cainieten benoemde. Die waren echter voor een groot deel gebaseerd op een eerdere beschrijving van een aantal leerstellingen van Ireneüs (ca. 140 -202). In zijn werk Adversus Haereses beschreef Ireneüs zijn opvattingen over de gnostici. Hij voegde daar een tekstdeel aan toe met opvattingen die hij toeschreef aan anderen (ketters). Deze anderen zouden Cain zien als ontstaan uit de gnostische hoogste onkenbare God en hadden verering voor onder onder meer (de in het Oude Testament negatief beschreven) Esau,  Korach en de mensen uit Sodom. Zij zouden bescherming genieten van Sophia, in de gnostiek een aspect van de hoogste God. Ireneüs meldde dat de Cainieten een document, genaamd het evangelie van Judas tot hun beschikking hebben, waarin Judas Iskariot vereerd wordt omdat hij "het mysterie van het verraad zou hebben volbracht". Ireneüs voegde hieraan toe dat hij ook nog beschikte over andere geschriften van de Cainieten die de "vernietiging van Hysteria (baarmoeder) bepleiten" die geassocieerd wordt met de schepping van de hemel en aarde. Hij schreef verder dat de Cainieten hetzelfde amorele en losbandige gedrag vertoonden als de volgelingen van Carpocrates. 
Epiphanius (ca. 315-403) wijdt in zijn werk de Panarion een geheel hoofdstuk aan de opvattingen van de Cainieten. Het meeste is echter ook duidelijk gebaseerd op het werk van Ireneüs. De nadruk in de tekst van Epiphanius ligt op de stelling dat de Cainieten het slechte vereren en het goede afwijzen. De superioriteit van  Kaïn  ten opzichte van Abel zou liggen in het feit dat Kaïn is verwekt door een hogere macht. De Cainieten zouden een boek hanteren met als titel de Hemelvaart van Paulus dat ook bij de borborieten bekend was.

## Kaïn in de gnostische literatuur
De belangrijkste wijze om na te gaan of er ooit sprake is geweest van een duidelijk herkenbare gnostische groepering van Cainieten is onderzoek hoe er in de gnostische literatuur over Kaïn wordt geschreven. 
De meeste gnostische Nag Hammadigeschriften die Kaïn noemen doen dat met een negatieve lading. In een aantal van die geschriften worden Kaïn en Abel bij Eva verwekt als gevolg van een verkrachting van haar door de archonten, de dienaren van de demiurg. In het Apocryphon van Johannes worden  Kaïn en Abel bij Eva verwekt door Jaldabaoth, de demiurg zelf. Eigenlijk heten zij JHWH en Elohim, de twee namen voor God in de Hebreeuwse bijbel. Het zijn beide demonische krachten en om dat feit te verhullen worden zij aangeduid als Kaïn en Abel. Deze oorsprong van Kaïn is een gnostische interpretatie van een joodse exegetische traditie waarin de passage waar Eva spreekt in Genesis 4:1-2 vertaald kan worden als: "Ik heb het leven geschonken aan een man, namelijk Jahweh". 
De Aramese  Targoem Ps-Jonathan van Genesis 4:1-2 bevat ook een exegetische traditie dat  Kaïn bij Eva verwekt werd door Samaël de engel des doods. Hierin roept Eva uit: "Ik heb een mens verkregen, de Engel van de Heer". In dit Apocryphon van Johannes wordt  Kaïn verder ook op negatieve wijze beschreven.
Onder de Nag Hammadigeschriften is de Oorsprong van de Wereld de enige tekst die Kaïn op een positieve wijze beschrijft. In de tekst wordt de geboorte van een "Leraar" beschreven die Adam en Eva in het paradijs over de gnosis informeert. Die Leraar wordt geassocieerd  met de slang in het paradijs die in andere gnostische geschriften het zelfde doet. De tekst noemt Eva "de eerste maagd, die zonder handelen van haar echtgenoot een zoon kreeg". Verder in de tekst worden Kaïn en de leraar-slang met elkaar geïdentificeerd en wordt  Kaïn vereerd als de goddelijke brenger en boodschapper van gnosis. Deze associatie van Kaïn met de leraar-slang wordt verder aangetroffen in een tekst van Hyppolitus bij zijn beschrijving van de leerstellingen van een andere vrij onbekende gnostische groepering, de Peratae.  
De conclusie op het vakgebied op basis van dit onderzoek van gnostische literatuur is dat er een aantal gnostici zijn geweest die Kaïn vereerden, maar dat  het daadwerkelijk hebben bestaan van een herkenbare groepering van Cainieten door de kerkvaders verzonnen moet zijn.  